# Volvo Construction Equipment
Volvo Construction Equipment — одна из производственных компаний, входящих в концерн Volvo. Осуществляет разработку, производство и обслуживание строительно-дорожных машин под маркой Volvo, оборудования для строительной и смежных отраслей.

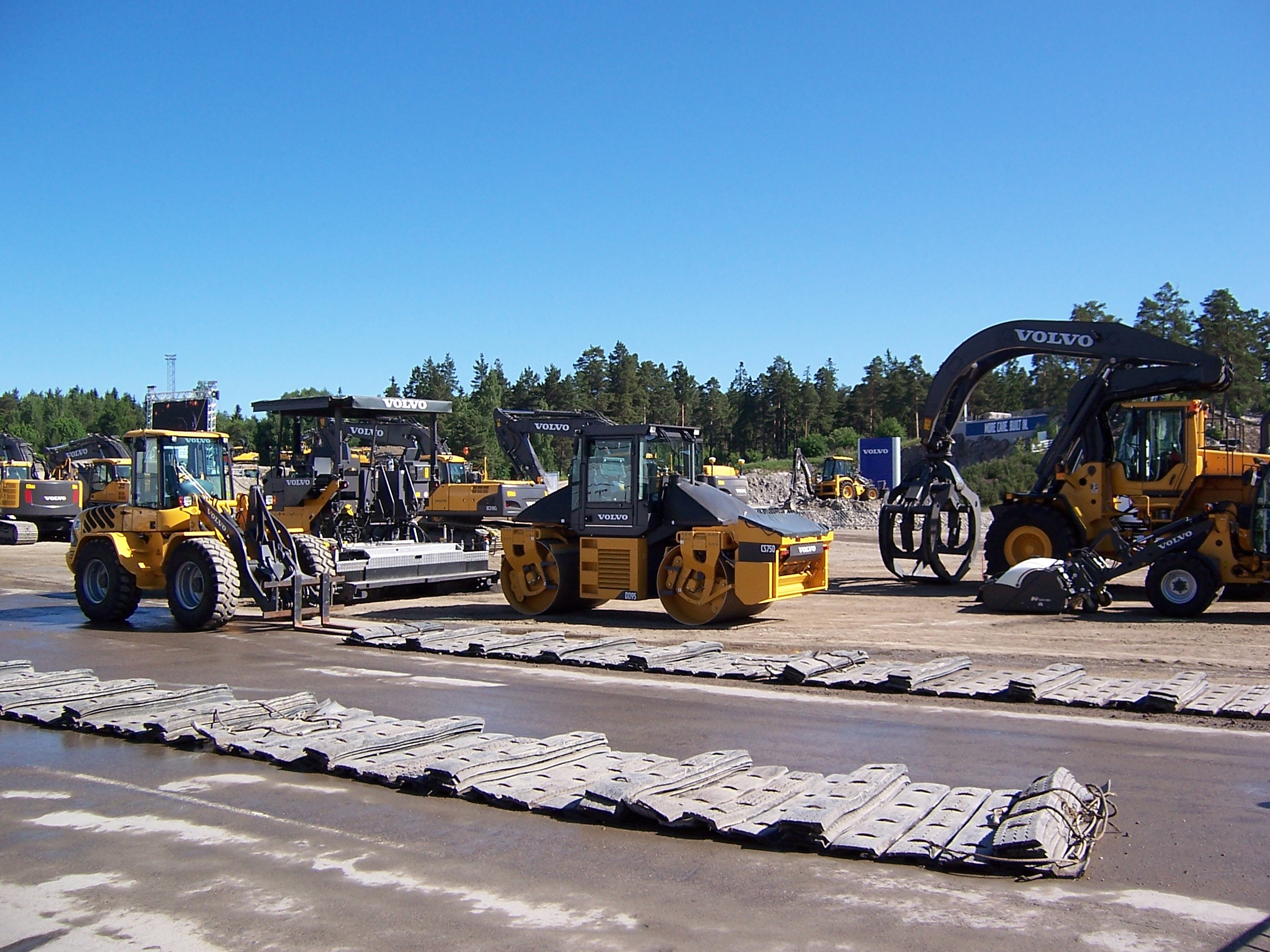
Volvo Days 2008 — шоу строительной техники компании Volvo Construction Equipment в городе Эскильстуна, Швеция. 2008 год.

- Volvo CE Component — отвечает за разработку и производство компонентов трансмиссии и электронных систем, располагается в городе Эскильстуна в Швеции.
- Центральный завод по производству колёсных погрузчиков в городе Арвике в Швеции.
- Volvo Construction Equipment Korea Ltd. в Changwon Корее, разработка и производство гусеничных и колёсных экскаваторов.
- Volvo Motor Graders Limited в Канаде.
- разработка и производство дорожных машин (грейдеры, дорожные катки, асфальтоукладчики и т. д.) в Shippensburg, США.

## История

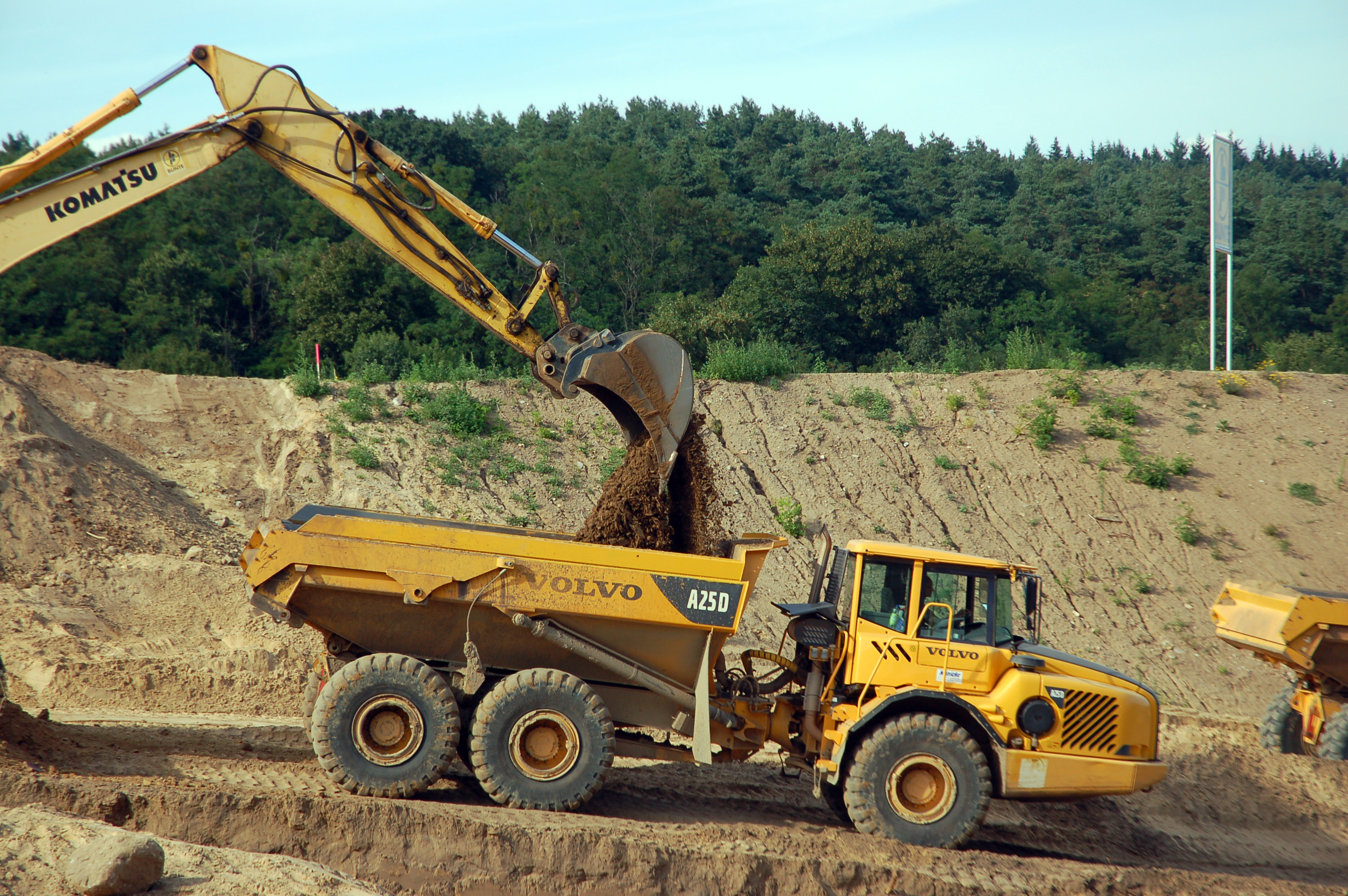
Сочленённый самосвал Volvo A25D под погрузкой

1832 — основана Eskilstuna Mekaniska Verkstad, явившаяся базой будущей компании.
1932 — слияние Munktells Mekaniska Verkstads Aktiebolag с J & CG Bolinders Mekaniska Verkstad AB.
1950 — AB Volvo покупает 100 % компании AB Bolinder-Munktell.
1960 — AB Volvo покупает AB Arvika-Thermaenius и присоединяет к AB Bolinder-Munktell.

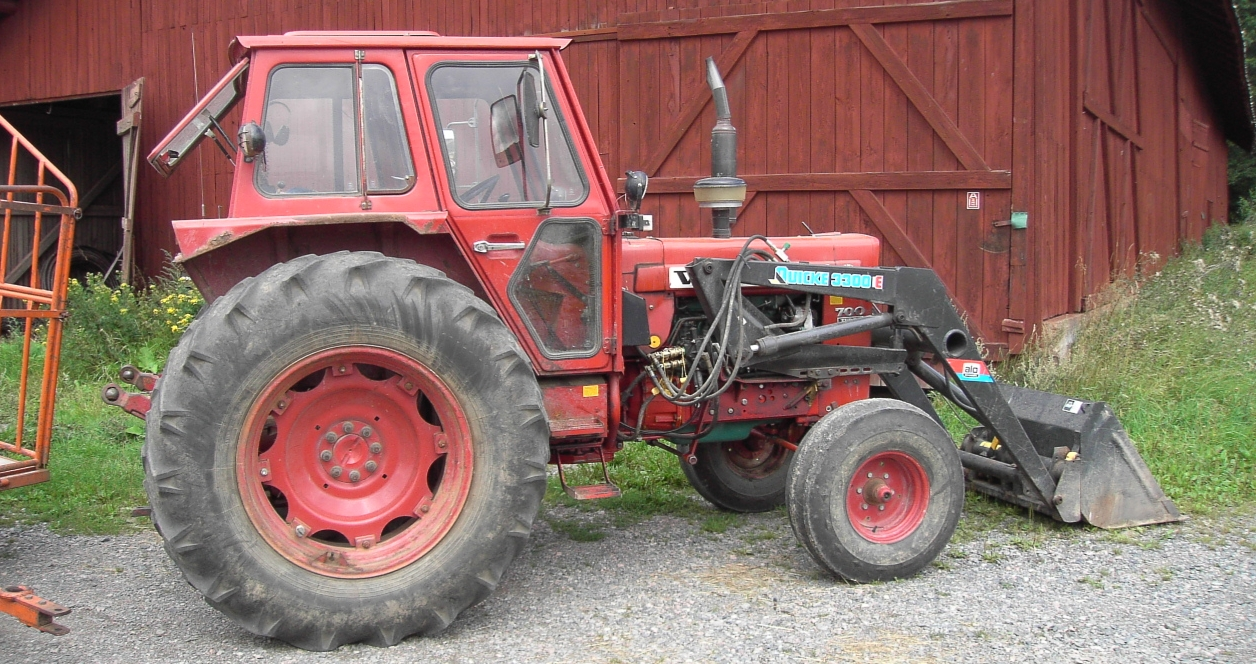
Трактор Volvo BM 700, выпускавшийся в период с 1976 по 1982 год

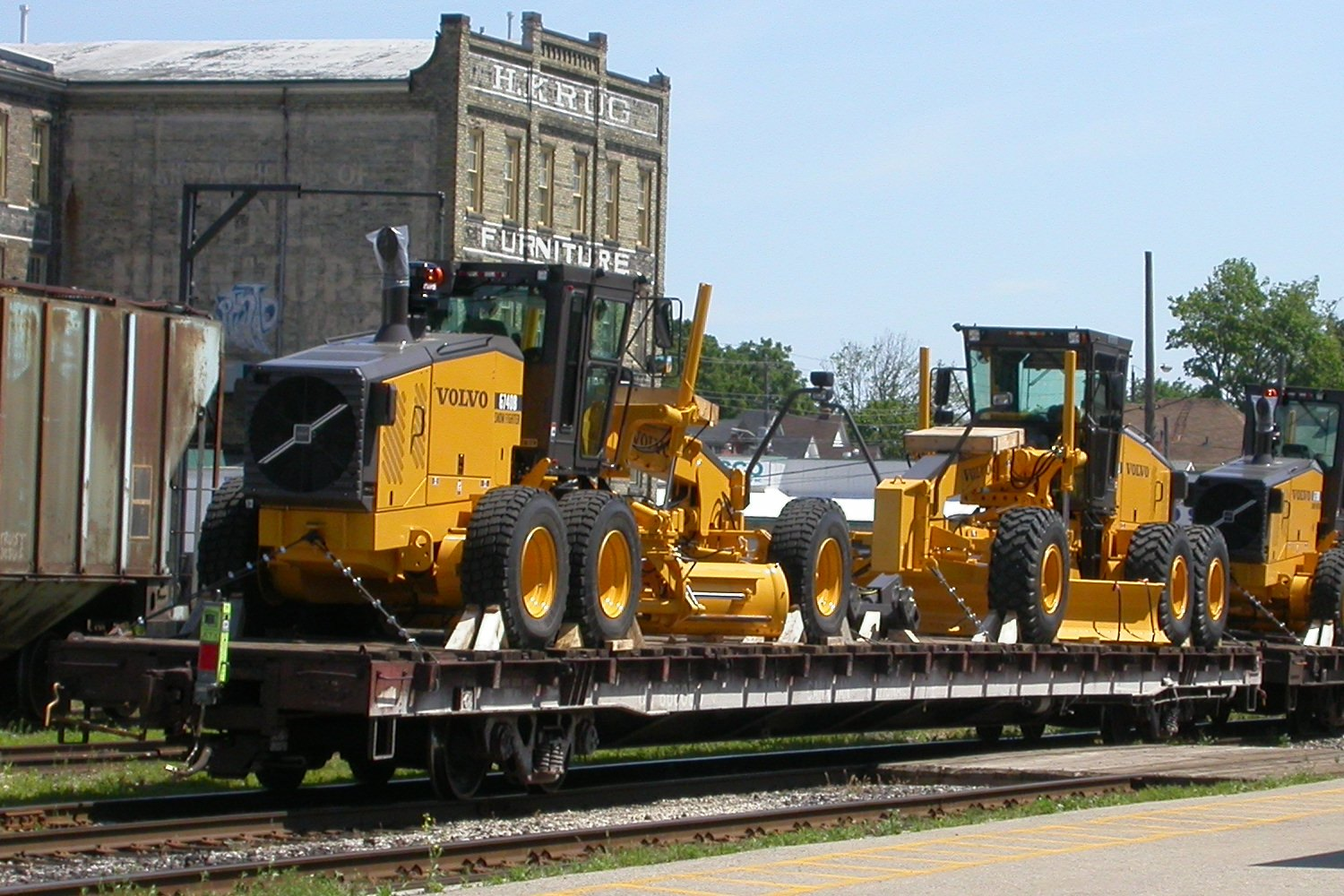
Эти самоходные грейдеры были изготовлены заводом Volvo Motor Graders в Goderich, Ontario

1973 — AB Bolinder-Munktell переименовано в Volvo Bolinder Munkell Aktiebolag (Volvo BM AB).
1985 — основана VME Group, частью которой становится Volvo BM AB. 50 % VME Group принадлежит AB Volvo.
1995 — AB Volvo приобретает оставшиеся 50 % VME Group. Volvo Construction Equipment (Volvo CE) сформировано.
1995 — французская компания Pel-Job Group становится частью Volvo CE.
1997 — Champion Road Machinery Limited становится частью Volvo CE.
1998 — южнокорейская компания Samsung Heavy Equipmentired приобретена Volvo Construction Equipment. Название меняется на Volvo Construction Equipment Korea Ltd.
2007 — Volvo CE приобретает расположенное в США дорожно-строительное подразделение компании Ingersoll Rand. Сделка включала в себя продажу производственных мощностей в штате Пенсильвания, Германии, Китая и Индии, а также 20 сбытовых и сервисных объектов в США с общим количеством работающих около 2000 человек.
Предприятия подразделения производят и продают асфальтоукладчики, дорожные катки, дорожные фрезы.

## Продукция
- Сочленённые самосвалы;
- Экскаваторы (гусеничные, колесные, компактные);
- Колесные погрузчики моделей 616B, 646, 4200, 4300, 4400, 4500, 4600, 4600B, 6300, EL70, L50, L50B, L50C, L60E, L60F, L70, L70B;
- Экскаваторы-погрузчики;
- Погрузчики с бортовым поворотом;
- Трубоукладчики;
- Асфальтоукладчики (гусеничные, колесные);
- Катки (асфальтовые, грунтовые);
- Самоходные грейдеры;
- Гусеничные харвестеры.

## В России
В России компания присутствует с 1998 года, когда была создана компания-импортёр ЗАО «Вольво Восток». Официальным дилером в России по продаже дорожной, строительной, лесозаготовительной техники, навесного оборудования и запчастей является компания «Ферронордик Машины». ООО «Ферронордик Машины» обладает сетью филиалов по всей России, которая в настоящее время насчитывает 75 офисов.
18 апреля 2012 года компания Volvo CE подчеркнула свою приверженность российскому рынку, заложив первый камень завода по производству экскаваторов в Калуге. Новый завод станет седьмым производством экскаваторов Volvo и будет производить шесть моделей гусеничных экскаваторов линейки EC.
14 мая 2013 года компания Volvo Construction Equipment отпраздновала открытие завода по производству экскаваторов. В официальной церемонии в Калуге приняли участие более 500 человек.